# Pawlina Filipowa
Pawlina Filipowa (bulgarisch Павлина Филипова; * 20. Dezember 1975 in Berkowiza) ist eine bulgarische Biathletin. Sie war die wohl erfolgreichste bulgarische Biathletin der 2000er Jahre und nahm an drei Olympischen Winterspielen und zehn Biathlon-Weltmeisterschaften teil.
Pawlina Filipowa ist Polizistin und lebt in Berkowiza. Sie betreibt seit 1996 Biathlon und gehört ebenso lange zum Nationalkader Bulgariens. Ihr Verein ist Levski, ihr Trainer Wassil Jordanow Tonchew. Seit der Saison 1996/97 tritt die Bulgarin im Biathlon-Weltcup an. Ihr erstes Rennen bestritt sie 1997 bei einem Sprint in Oberhof, den sie als 44. beendete. Schon wenig später erreichte sie als Neuntplatzierte in einem Teamwettbewerb mit der bulgarischen Mannschaft ein Ergebnis unter den besten Zehn. Höhepunkt der ersten Saison wurden für Filipowa die Biathlon-Weltmeisterschaften 1997 in Osrblie, wo sie nicht in den Einzelrennen zum Einsatz kam, aber mit der Staffel Elfte und im Mannschaftswettbewerb Achte wurde. Die folgende Saison brachte für die Bulgarin erste gute Einzelergebnisse. In Östersund konnte sie als 15. erstmals Weltcuppunkte gewinnen. Im letzten vorolympischen Rennen kam sie als Sechste eines Sprints erstmals unter die Top Ten. Das Einzel der Olympischen Winterspiele 1998 in Nagano brachte mit Platz vier eines der besten Karriereergebnisse für Filipowa. Im Sprint erreichte sie den 41. Platz und wurde 16. mit der Staffel. Nach den Spielen startete sie noch beim Verfolgungsrennen in Pokljuka, das auf dem olympischen Sprint basierte und als Weltmeisterschaft gewertet wird. Dort wurde sie 33. Nach der Saison belegte die Bulgarin den 31. Platz der Gesamtwertung des Weltcups.
Weniger erfolgreich für Filipowa war die Saison 1998/99. Die WM 1999 in Kontiolahti und Oslo brachte keine Resultate unter den Besten 40. Weitaus besser wurde die Saison 1999/2000, die Filipowas Beste wurde. So erreichte sie mit einem dritten Rang in einem Einzel in Pokljuka ihr bestes Resultat in einem Weltcuprennen. Dieselbe Platzierung schaffte sie zudem in einem Staffelrennen an selber Stelle. Die WM 2000 am Holmenkollen in Oslo brachte die Resultate 29 im Einzel, 26 im Sprint und Elf in der Verfolgung sowie 20 im Massenstart und sechs mit der Staffel. In der Gesamtwertung der Saison belegte Filipowa den 25. Platz. 2001 brachte noch einmal ein sehr gutes Resultat bei der WM in Pokljuka. Dort lief die Bulgarin im Einzel auf den 24. Platz im Einzel, den 20. Rang im Sprint, den 25. Platz im Verfolgungsrennen, einen sechsten Platz mit der Staffel und wurde im Massenstart Vierte und verpasste eine Medaille gegen Liv Grete Poirée. Auch 2002 verpasste Filipowa als Vierte im Staffelrennen der Olympischen Spiele in Salt Lake City eine Medaille hinter Russland um knapp sechs Sekunden.
Die nächsten vier Jahre konnte Filipowa ihre Leistungen in etwa halten. Bei den Weltmeisterschaften lief sie mehrfach auf gute Plätze. 2003 erreichte sie in Chanty-Mansijsk als beste Resultate die Plätze elf im Sprint, 15 in der Verfolgung und 17 im Massenstart, 2004 in Oberhof den Platz 13 im Einzel. Etwas weniger gut waren die Resultate 2005 in Hochfilzen. Ihre dritten Olympischen Winterspiele lief Filipowa 2006 in Turin. Dort lief sie im Einzel auf den 43. Platz, im Sprint auf den 46. Platz und in der Verfolgung wurde sie 32. Mit der Staffel kam sie auf den achten Rang. Seit den Spielen wurden die durchschnittlichen Leistungen der Bulgarin von Saison zu Saison schlechter. Bei den 2007 in Antholz und 2008 in Östersund erreichte Filipowa noch Resultate im Mittelfeld, ohne jedoch Ergebnisse unter den besten 40 zu erreichen.
Seit Mitte der 2000er Jahre startete Filipowa häufiger bei Biathlon-Europameisterschaften und war zum Teil recht erfolgreich. So gewann sie 2004 in Minsk Bronze im Einzel und verpasste mit der Staffel als Viertplatzierte eine weitere Medaille. Die besten Resultate erreichte die Bulgarin 2006 in Langdorf, wo sie den Titel im Einzel gewann und gemeinsam mit Irina Nikultschina, Nina Klenowska und Ekaterina Dafowska die Silbermedaille im Staffelrennen hinter Belarus und vor den deutschen Starterinnen gewann. Bei der Heim-EM in 2007 Bansko verpasste Filipowa als Viertplatzierte in Staffel und Verfolgung eine Medaille. Die Medaille in der Verfolgung gewann sie ein Jahr später als Drittplatzierte in Nové Město na Moravě.

## Biathlon-Weltcup-Platzierungen
Die Tabelle zeigt alle Platzierungen (je nach Austragungsjahr einschließlich Olympische Spiele und Weltmeisterschaften).
- 1.–3. Platz: Anzahl der Podiumsplatzierungen
- Top 10: Anzahl der Platzierungen unter den ersten zehn (einschließlich Podium)
- Punkteränge: Anzahl der Platzierungen innerhalb der Punkteränge (einschließlich Podium und Top 10)
- Starts: Anzahl gelaufener Rennen in der jeweiligen Disziplin
- Staffel: inklusive Mixed-Staffel

| Platzierung                      | Einzel | Sprint | Verfolgung | Massenstart | Team | Staffel | Gesamt |
| -------------------------------- | ------ | ------ | ---------- | ----------- | ---- | ------- | ------ |
| 1. Platz                         |        |        |            |             |      |         |        |
| 2. Platz                         |        |        |            |             |      |         |        |
| 3. Platz                         | 1      |        |            |             |      | 3       | 4      |
| Top 10                           | 3      | 4      | 4          | 4           | 2    | 36      | 53     |
| Punkteränge                      | 19     | 41     | 44         | 17          | 2    | 47      | 170    |
| Starts                           | 40     | 92     | 64         | 17          | 2    | 48      | 263    |
| Stand: nach der Saison 2009/2010 |        |        |            |             |      |         |        |